# Подъяворка (хутор)
Подъя́ворка (бел. Пад’яварка) — упразднённый хутор в Вензовецком сельсовете Дятловского района Гродненской области Белоруссии.

## История
В 1905 году Подъяворка — деревня в Пацевской волости Слонимского уезда Гродненской губернии (39 жителей).
В 1921—1939 годах Подъяворка находилась в составе межвоенной Польской Республики. В сентябре 1939 года Подъяворка вошла в состав БССР.
В 1996 году хутор входил в состав колхоза «Красный Октябрь». В деревне насчитывалось 1 хозяйство, проживало 2 человека.
В 2008 году Дятловский районный Совет депутатов упразднил хутор Подъяворка Вензовецкого сельсовета.